# Sveti Ekspedit
Sveti Ekspedit (? - Malatya, 303.) je kršćanski mučenik koji je pogubljen za vrijeme Dioklecijanovih progona. 

## Životopis
O njegovom životu nema pouzdanih podataka. Legende ga opisuju kao rimskog centuriona koji se u Armeniji preobratio na kršćanstvo; prema jednoj od njih Vrag u obliku vrane ga je sreo prije preobraćenja i predložio mu da se pokrsti sljedeći dan. Ekspedit je na to zgazio vranu s usklikom "Kršćaninom ću postati danas". Pogubljen je 19. travnja, što je dan kada ga se slavi u Katoličkoj Crkvi.
Štovanje sv. Ekspedita je posebno popularno na otoku Reunion, gdje je dobio sinkretičke oblike, preuzimajući neke od elemanata magijskih kultova Madagaskara i Indije. Sv. Ekspedit se također povezuje s nekim božanstvima voodoo tradicije.

## Vanjske poveznice

### Sestrinski projekti
|  | Zajednički poslužitelj ima još gradiva o temi Sveti Ekspedit |

### Mrežna sjedišta
- San Expedito en Argentina  Arhivirana inačica izvorne stranice od 19. travnja 2010. (Wayback Machine)
- Saint Expeditus  Arhivirana inačica izvorne stranice od 19. siječnja 2009. (Wayback Machine) (engl.)
- Sant'Espedito di Melitene  Arhivirana inačica izvorne stranice od 29. travnja 2008. (Wayback Machine) (tal.)
- Wall Street Journal article on Expeditus (registration required) (engl.)
- Saint Expédit  Arhivirana inačica izvorne stranice od 19. travnja 2009. (Wayback Machine) (article by the University of Réunion, focusing on the worship on Réunion Island) (fr.)